# Hunac Ceel

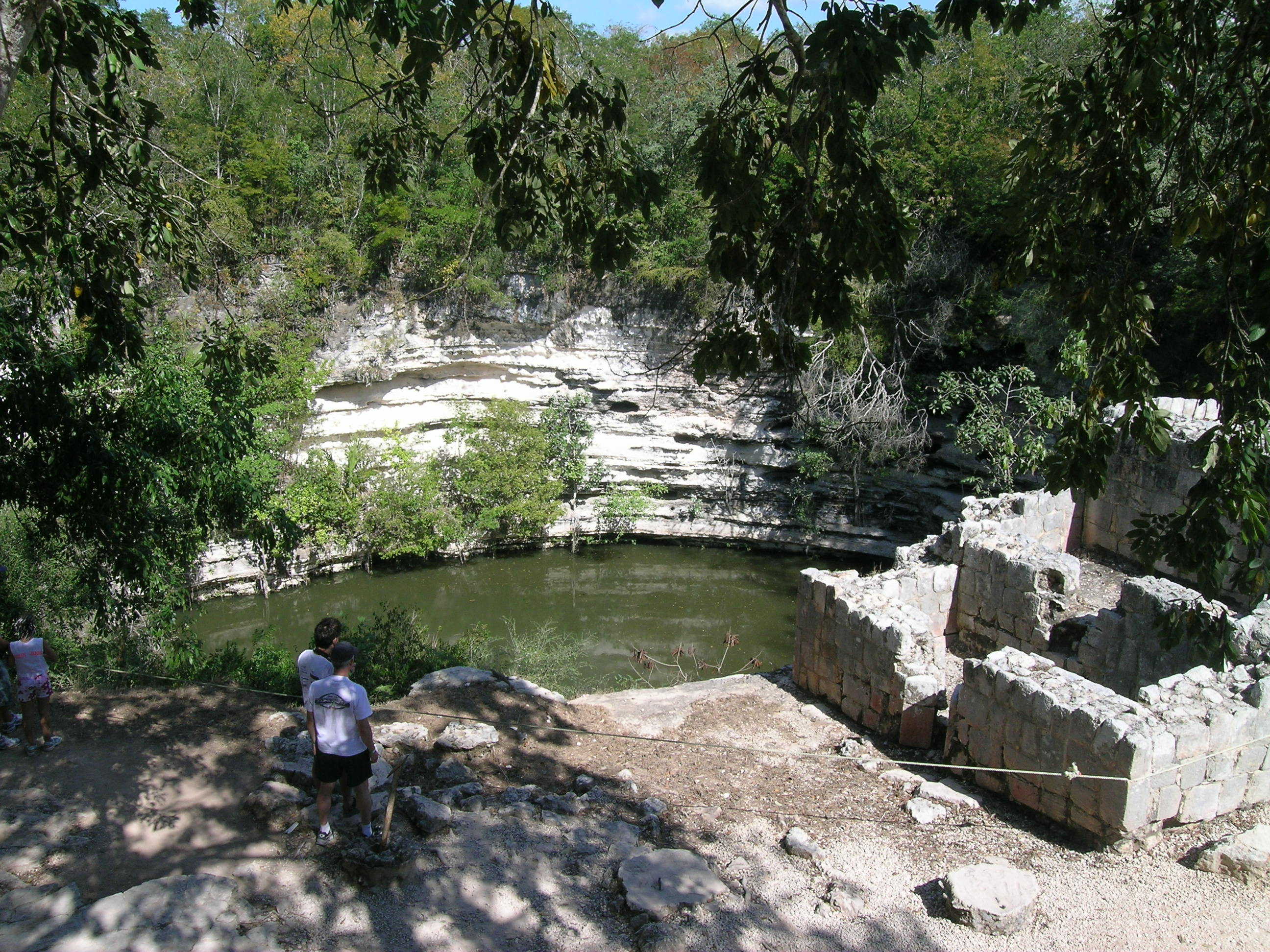
Cenote sagrado de Chichén Itzá. Estos pozos naturales eran considerados puertas al inframundo por los mayas antiguos

Hunac Ceel Cauich (siglo XII d. C.) Jefe de los mayas cocomes de Mayapán. Hunac significa "el grande o por excelencia", "Ceel" apócope de "ceelem" que significa "joven hermoso", es decir "el que es joven y hermoso por excelencia". Cauich es un apódo o "coco kaba" , "Ca" significa "doble", "uich" significa "cara", es decir "el de dos caras".[cita requerida]

## Datos históricos
Alrededor del año 1007, las castas sacerdotales de Uxmal (tutul xiúes), Mayapán (cocomes) y Chichén Itzá (itzáes), habían formado la Liga de Mayapán. La hegemonía de la liga era ejercida inicialmente por los itzáes.[cita requerida]
Según el Chilam Balam de Chuyamel, en algún momento antes del comienzo del katun 8 Ahau (correspondiente a los años 1185 a 1204 d. C.), Hunac Ceel Cauich fue arrojado en una ceremonia al pozo de los itzáes en Chichén Itzá, que se consideraba la entrada al inframundo. Pero regresó con vida y se proclamó mensajero de los dioses, queriendo ser nombrado Ahau de Mayapán (máxima autoridad), tal como si fuera de la estirpe de la divinidad Ah Mex Cuc (El de la Barba de Ardilla). El Chilam Balam de Chuyamel describe el evento de la siguiente manera:

Allí recibían el tributo los Grandes Señores. Y entonces

comenzaron a reverenciar su majestad. Y comenzaron a tenerlos

como dioses. Y comenzaron a servirlos. Y sucedió que llegaron a

llevarlos en andas. Y comenzaron a arrojarlos al pozo para que

los señores oyeran su Voz. Su Voz no era igual a las otras voces.

Aquel Cauich, un Hunacceel que era Cauich del nombre de

su familia, he aquí que estiraba la garganta, a la orilla del pozo,

por el lado del Sur. Entonces fueron a recogerlo. Y entonces salió

lo último de su Voz. Y comenzó a recibirse su Voz. Y empezó

su mandato. Y se empezó a decir que era Ahau. Y se asentó en

el lugar de los Ahau, por obra de ellos. Y se empezó a decir que

antes era Halach-uinic, y no Ahau; que era sólo el precursor de

Ah Mex Cuc. Y se dijo que era un Ahau porque era el hijo adoptivo

de Ah Mex Cuc. Que un águila había sido su madre y que

había sido encontrado en una montaña, y que desde entonces

se comenzó a obedecerle como Ahau. Tal era lo que entonces se

decía.

Con el respaldo de los cocomes, Hunac Ceel Cauich, se convirtió en Halach Uinik de Mayapán. Eventualmente, Hunac Ceel y Chac Xib Chac, jefe de los Itzaes entraron en conflicto; la causa de este enfrentamiento es descrita en el Chilam Balam como una "traición" por parte de Hunac Ceel hacia el líder itza. En 1194, Hunac Ceel atacó Chichén Itzá con un ejército compuesto de cocomes y mercenarios "chichimecas", el cual se hallaba comandado por siete jefes; Ah Sinteut Chan, Tzontecum, Taxcal, Pantemit, Xuchueuet, Itzcuat y Calcatecat. Tras su derrota, los itzaes abandonarían su ciudad, huyendo hacía el Petén donde fundarían un reino centrado en la ciudad de Tayasal, el cual existiría hasta su conquista por parte de los españoles en 1697.
Tras conquistar Chichén Itzá, Hunac Ceel continuaría sus acciones militares atacando Izamal, Pop-Hol-chan, y otras localidades estrechamente ligadas a los vencidos jefes itzaes. Treinta y cuatro años después, los jefes de Izamal y otras ciudades sometidas por Hunac Ceel se rebelarían contra la hegemonía de Mayapán durante el katun 4 Ahau (correspondiente a los años 1224 a 1244 d. C.), iniciando un largo conflicto que llegaría a su fin con la destrucción de Mayapán durante el katun 8 Ahau (correspondiente a los años 1441 a 1461 d. C.).